# Conflitos luso-achéns
Conflitos Luso-Achéns foram os confrontos militares entre o Império Português, cuja base no sudoeste asiático era Malaca, e o Sultanato de Achém, travados intermitentemente de 1519 a 1639 em Samatra, na Península Malaia ou sobre o mar no Estreito de Malaca. Os portugueses apoiaram, ou foram apoiados, por vários estados malaios ou de Samatra que se opunham ao expansionismo achém, ao passo que os achéns puderam contar com o apoio do Império Otomano e da Companhia Holandesa das Índias Orientais.
Quando os achéns começaram a conquistar território em Samatra e além-mar na península malaia, do lado oposto do estreito de Malaca e a ameaçar a praça-forte de Malaca, os portugueses e os seus aliados confrontaram-nos, ao mesmo tempo que ajudavam outros estados malaios ou samatrenses a resistir ao Achém, sobretudo durante o reinado do militarista sultão Iskandar Muda.

## Contexto
No século XV, vários reinos portuários dividiam entre si o domínio da costa noroeste de Samatra. Entre eles, o Pacém era um importante sultanato que havia-se convertido ao Islão em finais do séc XIII e dominava parte do comércio inter-asiático que passava pelo Estreito de Malaca, porém viu-se fatalmente abalado por caos político nos inícios do séc. XVI. Neste reino os portugueses fundaram a fortaleza de Pacém. Outro estado importante era Pedir, importante produtor de pimenta que firmara amizade com os portugueses em 1509.
Em 1511, o governador da Índia Afonso de Albuquerque conquistou a grande cidade malaia de Malaca. Malaca era a capital do sultanato mais importante da região e um próspero centro comercial, através do qual fluía todo o comércio entre a Índia, a China e a Insulíndia.
Tendo hostilizado os portugueses, muitos comerciantes muçulmanos abandonaram a cidade de Malaca depois da sua conquista e estabeleceram-se no Achém, que também exportava pimenta de alta qualidade e desenvolveram este comércio, assim aumentando as receitas do seu sultão. Rivalidade comercial, política e religiosa levaria os achéns a entrar em conflito com os portugueses em várias ocasiões ao longo do século XVI.

## Decorrer das hostilidades

### Batalha de Pedir, 1522
O sultão Ali Mughayat Syah conquistou o reino vizinho de Pedir em 1522 por via de subornos oferecidos aos seus principais oficiais. O sultão de Pedir fugiu então com a sua família para o Pacém, reino onde os portugueses detinham uma fortaleza e a quem pediu ajuda a recuperar o seu trono. O capitão da fortaleza enviou Manuel Henriques para Pedir á cabeça de 80 soldados portugueses e 200 auxiliares samatrenses, ao passo que o sultão dirigiu-se para lá por terra com uma força de 1000 homens e 15 elefantes. Os achéns atacaram os portugueses, que sofreram 35 baixas, entre elas o próprio comandante Manuel Henriques e temendo uma armadilha retiraram-se para a fortaleza de Pacém.

### Cerco de Pacém, 1523-1524
Os achéns invadiram o sultanato de Pacém, aliado dos portugueses na ilha de Samatra e ocuparam a capital com grande mortandade ao fim de alguns meses de campanha. Atacaram então o forte portugueses que à data existia ali perto e cercaram-no por vários meses. Os portugueses não contavam mais de 350 soldados, muitos destes doentes ou feridos e rechaçaram vários assaltos mas reunidos os oficiais em conselho militar decidiram-se pela evacuação do forte.

### Batalha do Rio Perlis 1547
Em 1547, os achéns, comandados pelo rei de Pedir Bayaya Soora tentaram conquistar Malaca por via de um ataque surpresa. A grande frota achém incluía 3 galés, 57 lancharas, 5000 homens entre guerreiros, marinheiros e "ourobalões" (nobres) mais 80 mercenários do império Otomano, dos quais 20 eram antigos Janízaros renegados. Os achéns foram, porém detectados pelos portugueses, que os emboscaram quando tentavam desembarcar a meio da noite, obrigaram-nos a reembarcar apressadamente e a partir para norte.
Encorajados pelo célebre missionário S. Francisco Xavier, os portugueses reuniram uma pequena frota e, comandados por D. Francisco de Eça partiram em perseguição dos achéns. Estes haviam ancorado dentro do Rio Perlis para conquistarem a região circundante mas viram-se encurralados pelos portugueses e após uma breve mas violenta batalha a 6 de Dezembro quase toda a força achém foi destruída ou capturada. O sultão de Perlis também assinou um tratado de aliança com Portugal e tornou-se um vassalo tributário no rescaldo da batalha.

### Cerco de Malaca, 1568

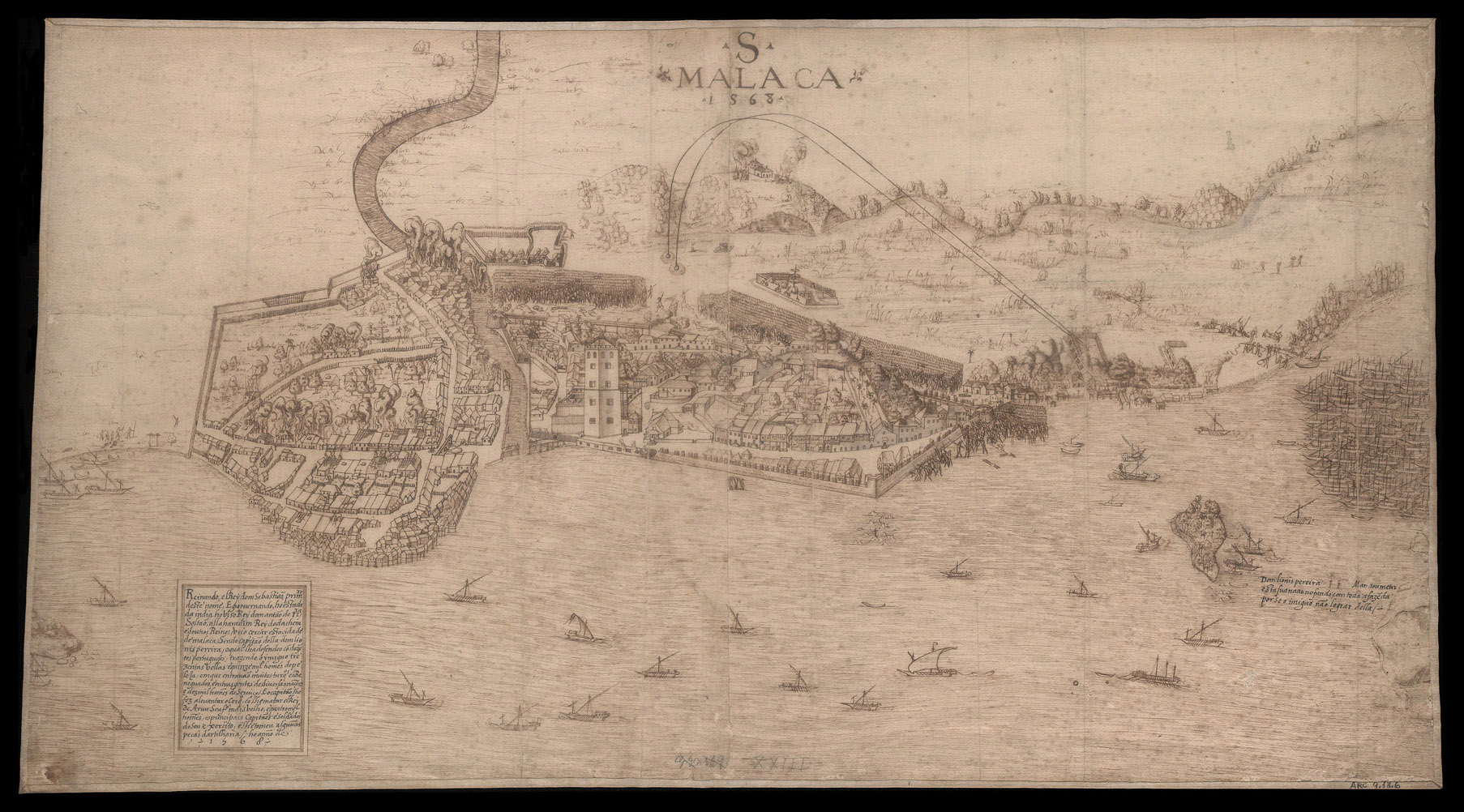
Esboço quinhentista português da cidade de Malaca sob cerco em 1568.

O sultão achém Alauddin sitiou a cidade de Malaca em 1568. Os Otomanos haviam fornecido artilheiros aos seus aliados achéns, mas não lhes puderam providenciar mais devido à invasão que por então levavam a cabo no Chipre e a uma revolta em Adém.
O exército do sultão incluía uma grande frota de longos navios de remo ao estilo de galés, 15,000 homens e mercenários turcos. A cidade de Malaca foi defendida por D. Leonis Pereira, que recebeu o apoio do sultão de Jor.

### Batalha de Achém, 1569
A batalha de Achém de 1569 foi travada ao largo da costa de Samatra, entre uma única nau portuguesa e uma armada achém, que por então se preparava atacar Malaca com 20 galés, 20 juncos de guerra e 200 navios mais pequenos. Saldou-se por uma vitória portuguesa e a retirada da frota achém após ter esta sofrido pesadas perdas.

### Batalha do Rio Formoso
Em Novembro de 1570, os portugueses comandados por D. Luís de Melo da Silva, enviado de Goa, destruíram uma frota achém de 100 navios na foz do rio Formoso ao sul de Malaca, matando o príncipe-herdeiro do Achém e obrigando o sultão a adiar o ataque àquela cidade para uma data posterior. Dom Luís de Melo regressou então à Índia com as suas forças em Janeiro do ano seguinte, para ajudar na defesa de Goa, que à data encontrava-se sob sítio pelo Hidalcão, sultão de Bijapur.

### Cerco de Malaca Outubro-Novembro de 1573
A cidade de Malaca encontrava-se mal defendida em Outubro de 1573 pois a maioria dos soldados da sua guarnição encontravam-se fora em missões comerciais. O sultão de Achém pediu por isso auxílio à rainha de Japará, em Java, e reuniu uma armada de 25 galés, 34 galeotas, 30 navios mais pequenos e 7000 para atacá-la. Disfrutavam os achéns de apoio material da parte do Sultanato de Golconda, na Índia.
Os achéns desembarcaram a norte de Malaca a 13 de Outubro e infligiram graves baixas aos portugueses que tentaram uma surtida. Começaram então a assediar a fortaleza com recurso a projécteis incendiários e deflagraram no povoado vários fogos mas uma súbita tempestade apagou-os e dispersou a armada achém, pelo que o ataque foi cancelado. O comandante achém decidiu então estabelecer uma base naval dentro do Rio de Muar e tentar obrigar os portugueses a renderem-se por via de um bloqueio naval, mas enfrentou-os uma frota portuguesa composta por uma nau, um galeão e oito galeotas comandadas por Tristão Vaz da Veiga. Ainda que dispusessem de canhões e artilheiros turcos, a artilharia achém revelou-se pouco eficaz. Abordado e rendido o navio almirante achém, o resto da frota achém dispersou. Os portugueses sofreram 10 mortos.

### Cerco de Malaca, Fevereiro de 1575

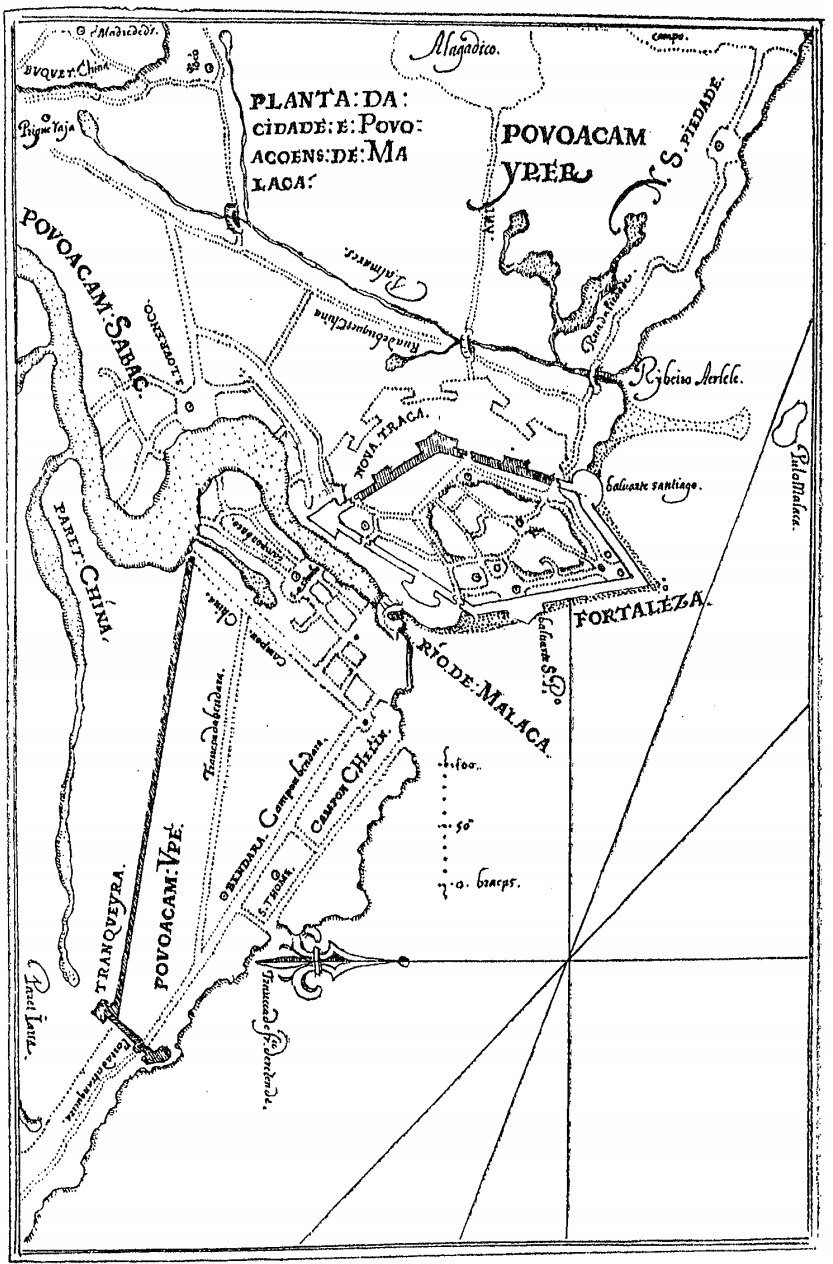
Portuguese map of Malacca.

Passados os cercos de 1573 e 1574, a guarnição de Malaca encontrava-se dizimada, as culturas destruídas e escasseavam tanto os víveres como a pólvora na cidade.
No último dia de Janeiro de 1575, nova armada achém, de 113 navios, atacou Malaca. Em Malaca já só restavam 150 soldados capazes de pegar em armas mais o corpo de auxiliares malaios e percebeu Tristão Vaz que mantê-los barricados por detrás das muralhas podia revelar-se pouco vantajoso pois arriscava-se a dar entender ao inimigo de que não dispunha de tropas numerosas para continuar a resistir. Por isto mesmo mandou aos poucos homens que lhe restavam executar pequenas surtidas para enganar os achéns.
O ataque a Malaca em 1575 acabou por ser breve: temendo uma armadilha os achéns abandonaram o cerco e reembarcaram de regresso a Samatra passados dezassete dias. Em Junho chegou D. Miguel de Castro de Goa para render Tristão Vaz na capitania de Malaca, com uma frota composta por uma galeaça, três galés e oito galeotas, mais 500 soldados de reforço.

### Batalhas de Malaca e Jor, 1582

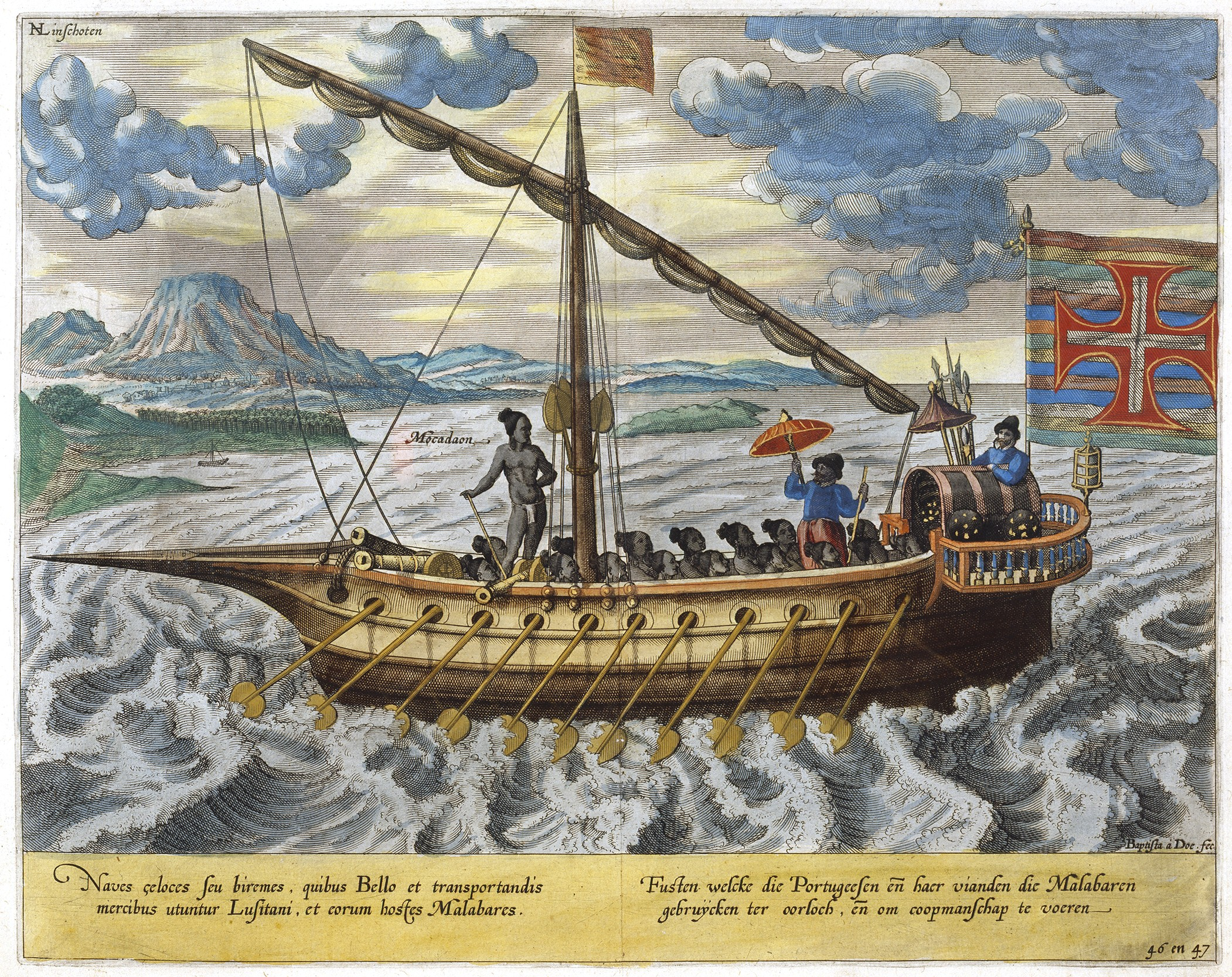
Fusta portuguesa.

Os achéns atacaram Malaca em 1582 com uma frota de 150 navios e interceptaram dois navios num rio, que bombardearam. Vendo o pouco estrago que causavam decidiram incendiá-los mas os portugueses afastaram os navios das balsas incendiárias lançadas na sua direcção. Mais tarde, uma galeota comandada por Nuno Monteiro com 50 homens envolveu-se em batalha com a frota achém mas pegou fogo e morreram todos a bordo, incluindo o capitão. Satisfeitos, os achéns retiraram-se para atacar Jor.
O sultão de Jor pediu auxílio aos portugueses e de Malaca foram enviados 12 navios a ajudá-lo. Os achéns foram apanhados de surpresa pelos portugueses e algumas das suas maiores galés foram incendiadas antes que pudessem esboçar alguma forma de resistência. Um dos comandantes achéns foi morto pelos portugueses e a sua cabeça apresentada ao sultão de Jor, que mandou colocá-la na praia. Desanimados pelas perdas que incorriam, os achéns abandonaram o assédio a Jor pouco depois.

### Batalha do Rio Formoso, 1615

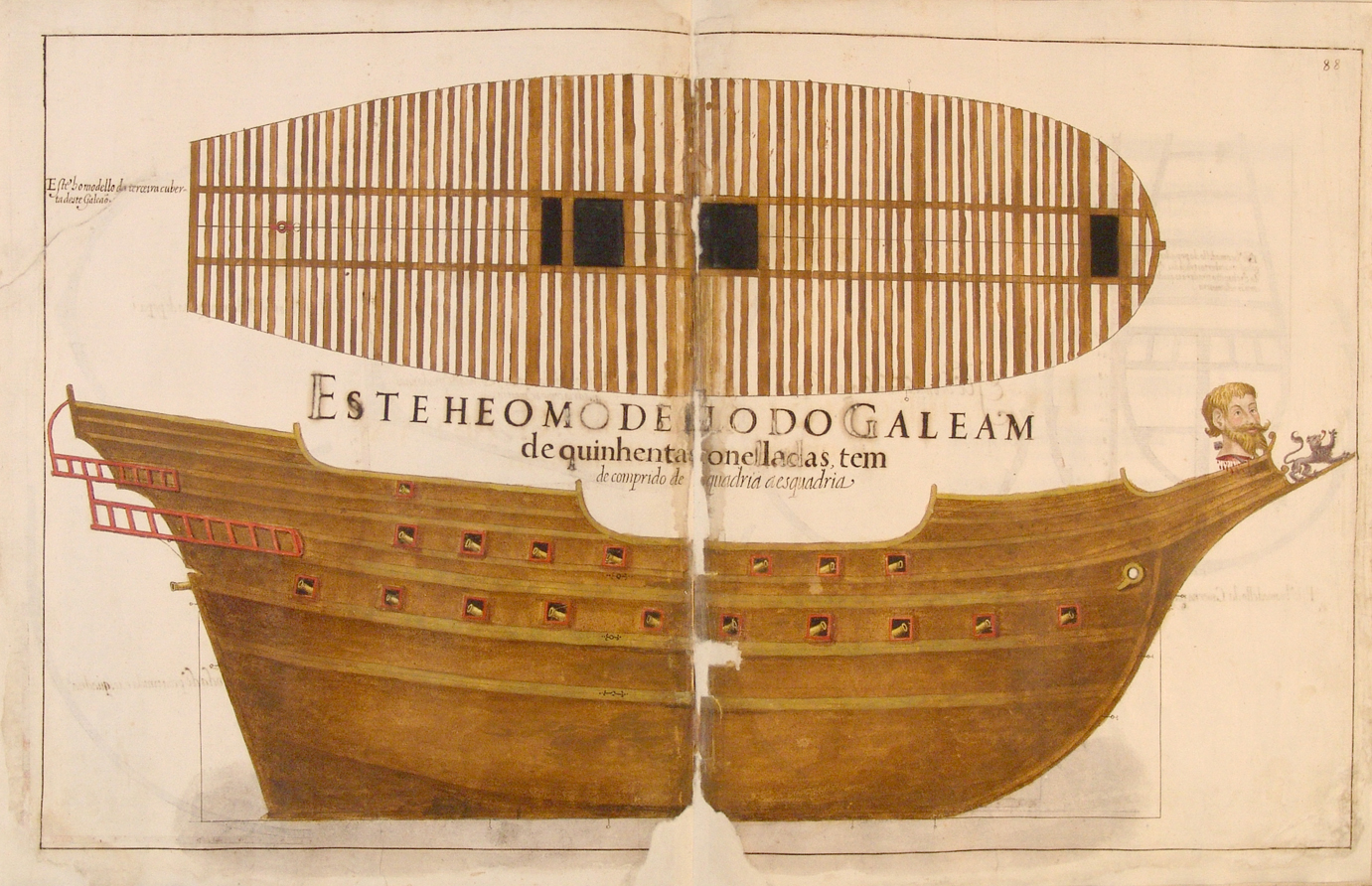
Desenho técnico de um galeão português de 500 toneladas de 1616.

Em 1615 o sultão Iskandar Muda levou a cabo uma feliz campanha contra Jor com uma grande armada de 100 galés, 150 gelvas, 250 juncos, lancharas, calaluzes e cerca de 40,000 homens. A caminho de regresso ao Achém, o sultão decidiu atacar Malaca e ancorou a sua frota dentro do rio Formoso. Era a maior frota que os achéns alguma vez haviam mobilizado para um ataque a Malaca.
Naquela que foi "uma das mais sangrentas batalhas travadas pelos portugueses no sudeste asiático", os achéns sofreram perdas tão pesadas que viram-se obrigados a abandonar os seus planos e fugir para o Achém.

### Batalha de Perak, 1620
Os achéns conquistaram Perak em 1620. Destacaram então 20 navios que velejaram para as aproximações de Malaca mas foram detectados pelos portugueses e fugiram. A presença de 4 grandes vasos de guerra em Malaca demonstrava que os portugueses encontravam-se prontos para defender os seus interesses na região contra os achéns e o sultão Iskandar Muda pediu por isso ajuda aos holandeses em troca de uma extensão do contrato que haviam celebrado em Tiku.
O capitão de Malaca recebeu informações da actividade dos achéns em Perak e por isso despachou 9 navios a remos comandados por Fernão da Costa para as vizinhanças de Perak para espiar a armada achém e escoltar alguns navios mercantes portugueses cuja chegada se esperava a qualquer momento. O capitão-mor Fernão da Costa atacou alguns navios achéns ancorados dentro do rio de Perak e depois recuou.

### Batalha do Rio Langat, 1628
Em 1628 chegaram aos portugueses em Malaca notícias de que no Rio Langat havia sido detectada uma armada achém. Partiu o capitão de Malaca Gaspar de Sampaio do pressuposto de que se destinava a atacar a cidade e mandou Franciscou Countinho partir com uma frota à procura dos achéns e dispersá-los.
Dirigiu o Coutinho as suas 15 galeotas para o rio Langat e travou-se uma batalha. Mandou abordar os navios achéns que se encontravam mais próximos da foz e muitos foram capturados. Mortos muitos dos seus guerreiros, os achéns decidiram abandonar quase todos os seus navios e dispersar, tendo eles perdido 3000 homens mortos, capturados, ou feridos.

### Batalha do Rio Doyon, 1629

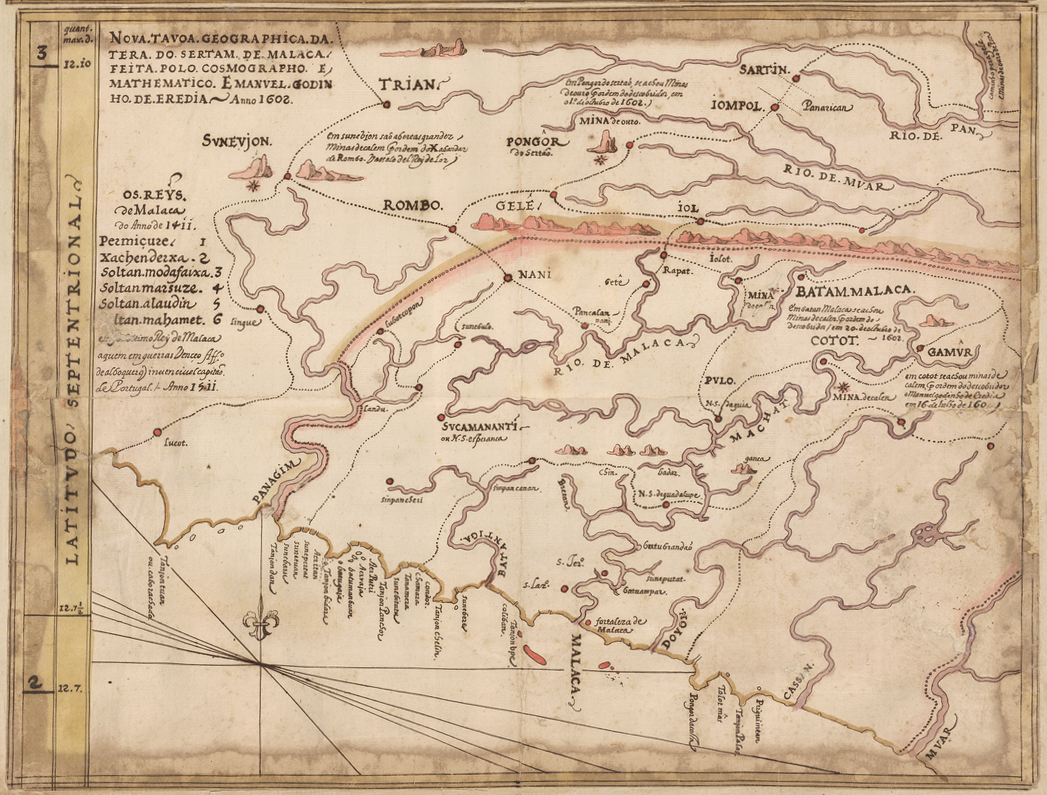
Mapa português da região de Malaca.

O ataque achém a Malaca em 1629 deu-se num contexto de crescente presença de navios da Companhia Holandesa das Índias Orientais e da Companhia Inglesa das Índias Orientais no Oceano Índico. Prentedia o sultão Iskandar Muda conquistar Malaca antes que a VOC ou a EIC se lhe adiantassem e substituíssem os portugueses como senhores do mais importante empório comercial no estratégico estreito de Malaca.
A frota portuguesa relativamente modesta logrou uma vitória absoluta sobre os achéns, aliados aos Otomanos, de forma tão decisiva que nem um navio ou homem da força invasora enviada a conquistar Malaca regressou ao seu país. O sultanato de Perak, vassalo do Achém desertou para o lado dos portugueses no rescaldo da batalha.